# Baitul Mukarram

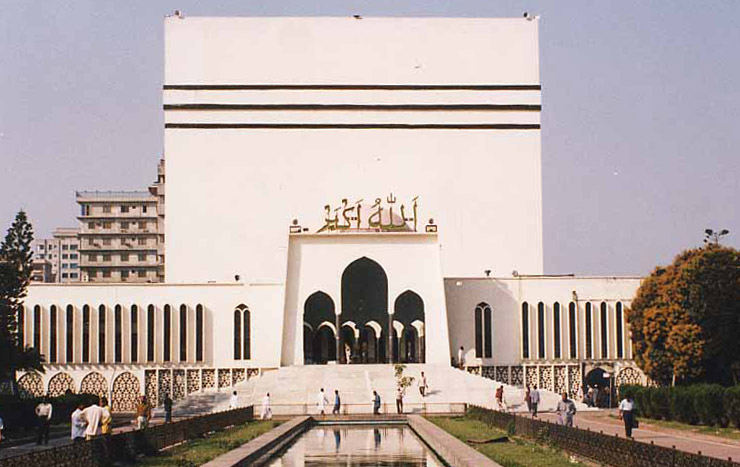

Baitul Mukarram (en árabe: بيت المكرّم‎; en bengalí: বায়তুল মোকাররম; "la casa sagrada") es la mezquita nacional de Bangladés. Ubicada en el corazón de Daca, capital de Bangladés, este edificio se completó en 1968. Tiene una capacidad de 30.000 personas, y constituye la décima mezquita del mundo en tamaño. No obstante, esta mezquita siempre está atestada de visitantes, especialmente durante el mes de Ramadán; el gobierno ha ampliado su capacidad para alojar como mínimo 40.000 personas.